# Храброво (Можайский район)
Храброво — деревня в Можайском районе Московской области, в составе сельского поселения Замошинское. Численность постоянного населения по Всероссийской переписи 2010 года — 185 человек. До 2006 года Храброво входило в состав Замошинского сельского округа.
Деревня расположена на западе района, примерно в 8 км к юго-востоку от Уваровки, у автодороги 46К-1130 Уваровка — Можайск, высота над уровнем моря 239 м. Ближайшие населённые пункты — Нововасильевское на востоке, Захаровка на юго-востоке и Рябинки на юге.